# Mexikanische Formel-4-Meisterschaft 2023
Die mexikanische Formel-4-Meisterschaft 2023 (offiziell Fórmula 4 NACAM Championship 2023) war die siebte Saison der mexikanischen Formel-4-Meisterschaft. Es gab 20 Rennen, die Meisterschaft fand in Mexiko statt. Die Saison begann am 15. April in Mexiko-Stadt und endete am 29. Oktober ebenda.

## Teams und Fahrer
Alle Teams und Fahrer verwendeten das Chassis Mygale M14-F4. Als Motor kam der Ford 1,6-Liter-EcoBoost zum Einsatz. Die Reifen stammten von Pirelli.
| Team                     | Auto # | Fahrer                 | Rennwochenende | Quelle |
| ------------------------ | ------ | ---------------------- | -------------- | ------ |
| Richards Motorsport      | 04     | Diego de la Torre      | 1–2            | [ 1 ]  |
| Richards Motorsport      | 14     | Dewey Richards         | 1–4, 7         | [ 1 ]  |
| F4 Morelia Racing Team   | 05     | Julián Díaz            | 1–2            | [ 2 ]  |
| F4 Morelia Racing Team   | 55     | Julián Díaz            | 2–7            | [ 2 ]  |
| F4 Morelia Racing Team   | 09     | Daniel Forcadell       | 1, 6–7         | [ 2 ]  |
| F4 Morelia Racing Team   | 09     | Juan Contreras         | 3              | [ 3 ]  |
| F4 Morelia Racing Team   | 10     | Juan Contreras         | 1, 4–7         | [ 3 ]  |
| F4 Morelia Racing Team   | 10     | Joe Sandoval           | 1, 3           | [ 2 ]  |
| Ram Racing               | 05     | Alexandra Mohnhaupt    | 1              | [ 1 ]  |
| Ram Racing               | 95     | Alexandra Mohnhaupt    | 2              | [ 1 ]  |
| Ram Racing               | 16     | Alejandro Berumen      | 5–7            | [ 4 ]  |
| Ram Racing               | 22     | Arturo Flores          | 1–2            | [ 1 ]  |
| Ram Racing               | 28     | David Esteban Cárdenas | Alle           | [ 1 ]  |
| Ram Racing               | 36     | Pedro Juan Moreno      | 1–6            | [ 1 ]  |
| Ram Racing               | 36     | José Carlos Hernández  | 7              | [ 5 ]  |
| Ram Racing               | 53     | Moy Zagursky           | 2–7            | [ 6 ]  |
| RE Motorsport            | 11     | Esteban Rodríguez      | 2–3, 5–7       | [ 6 ]  |
| RE Motorsport            | 18     | Apolo Madrigal         | 4              | [ 7 ]  |
| RE Motorsport            | 88     | Cristian Cantú         | Alle           | [ 1 ]  |
| Santinel Racing Team     | 13     | Marco Alquicira        | Alle           | [ 2 ]  |
| Santinel Racing Team     | 44     | Eduardo Alquicira      | Alle           | [ 2 ]  |
| Santinel Racing Team     | 44     | Adan Ibarra            | 2              | [ 6 ]  |
| Zapata                   | 20     | Ivanna Richards        | 6              | [ 8 ]  |
| International Motorsport | 22     | Arturo Flores          | 3–7            | [ 4 ]  |
| HRI Mexico               | 95     | Alexandra Mohnhaupt    | 7              | [ 5 ]  |

## Rennkalender
Das Saisonfinale fand im Rahmenprogramm des Großen Preises von Mexiko der Formel-1-Weltmeisterschaft statt. Es gab sieben Rennwochenenden mit je zwei oder drei Rennen, alle Rennwochenenden fanden in Mexiko statt. Im Vergleich zum Vorjahr flog kein Wochenende raus während ein weiteres Rennwochenende in Santiago de Querétaro hinzu kam.
| Nr. | Datum         | Rennstrecke                                      | Sieger            | Zweiter                | Dritter                | Pole-Position          | Schnellste Rennrunde |
| --- | ------------- | ------------------------------------------------ | ----------------- | ---------------------- | ---------------------- | ---------------------- | -------------------- |
| 01. | 15. April     | Autódromo Hermanos Rodríguez (Mexiko-Stadt 1)    | Pedro Juan Moreno | Cristian Cantú         | Alexandra Mohnhaupt    | Pedro Juan Moreno      | Pedro Juan Moreno    |
| 02. | 16. April     | Autódromo Hermanos Rodríguez (Mexiko-Stadt 1)    | Pedro Juan Moreno | David Esteban Cárdenas | Cristian Cantú         |                        | Pedro Juan Moreno    |
| 03. | 16. April     | Autódromo Hermanos Rodríguez (Mexiko-Stadt 1)    | Cristian Cantú    | David Esteban Cárdenas | Alexandra Mohnhaupt    | Pedro Juan Moreno      | Pedro Juan Moreno    |
| 04. | 20. Mai       | Autódromo de Quéretaro (Santiago de Querétaro 1) | Marco Alquicira   | Cristian Cantú         | Diego de la Torre      | Diego de la Torre      | Pedro Juan Moreno    |
| 05. | 21. Mai       | Autódromo de Quéretaro (Santiago de Querétaro 1) | Cristian Cantú    | Pedro Juan Moreno      | David Esteban Cárdenas |                        | Pedro Juan Moreno    |
| 06. | 21. Mai       | Autódromo de Quéretaro (Santiago de Querétaro 1) | Pedro Juan Moreno | David Esteban Cárdenas | Esteban Rodríguez      | Diego de la Torre      | Pedro Juan Moreno    |
| 07. | 30. Juni      | Autódromo Hermanos Rodríguez (Mexiko-Stadt 2)    | Pedro Juan Moreno | Arturo Flores          | Cristian Cantú         | Pedro Juan Moreno      | Pedro Juan Moreno    |
| 08. | 01. Juli      | Autódromo Hermanos Rodríguez (Mexiko-Stadt 2)    | Pedro Juan Moreno | Marco Alquicira        | Esteban Rodríguez      |                        | Pedro Juan Moreno    |
| 09. | 01. Juli      | Autódromo Hermanos Rodríguez (Mexiko-Stadt 2)    | Pedro Juan Moreno | Cristian Cantú         | David Esteban Cárdenas | Pedro Juan Moreno      | Pedro Juan Moreno    |
| 10. | 04. August    | Autódromo Hermanos Rodríguez (Mexiko-Stadt 3)    | Pedro Juan Moreno | Cristian Cantú         | David Esteban Cárdenas | Pedro Juan Moreno      | Pedro Juan Moreno    |
| 11. | 05. August    | Autódromo Hermanos Rodríguez (Mexiko-Stadt 3)    | Pedro Juan Moreno | Cristian Cantú         | Arturo Flores          |                        | Pedro Juan Moreno    |
| 12. | 05. August    | Autódromo Hermanos Rodríguez (Mexiko-Stadt 3)    | Pedro Juan Moreno | Cristian Cantú         | David Esteban Cárdenas | David Esteban Cárdenas | Pedro Juan Moreno    |
| 13. | 02. September | Autódromo de Quéretaro (Santiago de Querétaro 2) | Pedro Juan Moreno | Alejandro Berumen      | Esteban Rodríguez      | Cristian Cantú         | Cristian Cantú       |
| 14. | 03. September | Autódromo de Quéretaro (Santiago de Querétaro 2) | Marco Alquicira   | Julián Díaz            | Cristian Cantú         |                        | Julián Díaz          |
| 15. | 03. September | Autódromo de Quéretaro (Santiago de Querétaro 2) | Cristian Cantú    | Pedro Juan Moreno      | Alejandro Berumen      | Cristian Cantú         | Pedro Juan Moreno    |
| 16. | 07. Oktober   | Autódromo Miguel E. Abed (Amozoc)                | Cristian Cantú    | Pedro Juan Moreno      | Ivanna Richards        | Pedro Juan Moreno      | Cristian Cantú       |
| 17. | 08. Oktober   | Autódromo Miguel E. Abed (Amozoc)                | Pedro Juan Moreno | David Esteban Cárdenas | Esteban Rodríguez      |                        | Cristian Cantú       |
| 18. | 08. Oktober   | Autódromo Miguel E. Abed (Amozoc)                | Cristian Cantú    | Arturo Flores          | Pedro Juan Moreno      | Pedro Juan Moreno      | Pedro Juan Moreno    |
| 19. | 28. Oktober   | Autódromo Hermanos Rodríguez (Mexiko-Stadt 4)    | Cristian Cantú    | José Carlos Hernández  | David Esteban Cárdenas | Cristian Cantú         | Cristian Cantú       |
| 20. | 29. Oktober   | Autódromo Hermanos Rodríguez (Mexiko-Stadt 4)    | Cristian Cantú    | Marco Alquicira        | Arturo Flores          |                        | Cristian Cantú       |
| —.  | 15. Dezember  | Autódromo Hermanos Rodríguez (Mexiko-Stadt)      | Abgesagt          | Abgesagt               | Abgesagt               | Abgesagt               | Abgesagt             |
| —.  | 16. Dezember  | Autódromo Hermanos Rodríguez (Mexiko-Stadt)      | Abgesagt          | Abgesagt               | Abgesagt               | Abgesagt               | Abgesagt             |
| —.  | 16. Dezember  | Autódromo Hermanos Rodríguez (Mexiko-Stadt)      | Abgesagt          | Abgesagt               | Abgesagt               | Abgesagt               | Abgesagt             |

## Wertungen

### Punktesystem
Bei jedem Rennen bekamen nur die ersten zehn des Rennens 25, 18, 15, 12, 10, 8, 6, 4, 2 bzw. 1 Punkt(e). Es gab keine Punkte für die Pole-Position und die schnellste Rennrunde. In der Fahrerwertung wurden nur das letzte Rennwochenende sowie die summierten Ergebnisse der besten fünf der ersten sechs Rennwochenenden gewertet (Streichergebnis).
| Punkteverteilung | Punkteverteilung | Punkteverteilung | Punkteverteilung | Punkteverteilung | Punkteverteilung | Punkteverteilung | Punkteverteilung | Punkteverteilung | Punkteverteilung | Punkteverteilung | Punkteverteilung | Punkteverteilung |
| ---------------- | ---------------- | ---------------- | ---------------- | ---------------- | ---------------- | ---------------- | ---------------- | ---------------- | ---------------- | ---------------- | ---------------- | ---------------- |
| Platz            | 1                | 2                | 3                | 4                | 5                | 6                | 7                | 8                | 9                | 10               | PP               | SR               |
| Punkte           | 25               | 18               | 15               | 12               | 10               | 8                | 6                | 4                | 2                | 1                | –                | –                |

### Fahrerwertung
| Pos. | Fahrer         | AH1 | AH1 | AH1 | QU1 | QU1 | QU1 | AH2 | AH2 | AH2 | AH3 | AH3 | AH3 | QU2 | QU2 | QU2 | PUE | PUE | PUE | AH4 | AH4 | Punkte |
| Pos. | Fahrer         | R1  | R2  | R3  | R1  | R2  | R3  | R1  | R2  | R3  | R1  | R2  | R3  | R1  | R2  | R3  | R1  | R2  | R3  | R1  | R2  | Punkte |
| ---- | -------------- | --- | --- | --- | --- | --- | --- | --- | --- | --- | --- | --- | --- | --- | --- | --- | --- | --- | --- | --- | --- | ------ |
| 01   | P. Moreno      | 1   | 1   | 7   | (7) | (2) | (1) | 1   | 1   | 1   | 1   | 1   | 1   | 1   | 6   | 2   | 2   | 1   | 3   |     |     | 315    |
| 02   | C. Cantú       | 2   | 3   | 1   | 2   | 1   | 8   | (3) | (7) | (2) | 2   | 2   | 2   | 9   | 3   | 1   | 1   | 5   | 1   | 1   | 1   | 311    |
| 03   | D. Cárdenas    | 4   | 2   | 2   | 6   | 3   | 2   | 4   | 9   | 3   | 3   | 4   | 3   | (6) | (5) | (7) | 5   | 2   | 4   | 3   | 8   | 219    |
| 04   | A. Flores      | 5   | DNF | 4   | 9   | 5   | 4   | 2   | 5   | 7   | 4   | 3   | 5   | (7) | (8) | (6) | 4   | 4   | 2   | DNF | 3   | 174    |
| 05   | M. Alquicira   | 7*  | 5   | 6   | 1   | 7   | 5   | 6   | 2   | 4   | DNF | DNF | DNF | 4   | 1   | DNF | 9   | DNF | 6   | 8   | 2   | 172    |
| 06   | J. Díaz        | DNF | 6   | 5   | 8   | 8   | 7   | 5   | DNF | 6   | 7   | 6   | 6   | 5   | 2   | 8   | DSQ | (9) | (8) | 5   | 5   | 124    |
| 07   | E. Rodríguez   |     |     |     | DNF | DNF | 3   | 8*  | 3   | 5   |     |     |     | 3   | 4   | 4   | 6   | 3   | 5   | 9   | 7   | 124    |
| 08   | M. Zagursky    |     |     |     | DNF | DNS | DNS | 7*  | 6   | DNF | 6   | 5   | 4   | 10* | 7   | 5   | 11* | 7   | DNF | 6   | DNF | 75     |
| 09   | A. Mohnhaupt   | 3   | DNF | 3   | 5   | 6   | 6   |     |     |     |     |     |     |     |     |     |     |     |     | 7   | 6   | 70     |
| 10   | A. Berumen     |     |     |     |     |     |     |     |     |     |     |     |     | 2   | DNF | 3   | 7   | 6   | 11* | DNF | 11  | 47     |
| 11   | D. de la Torre | DNF | 4   | DNF | 3   | 4   | 9*  |     |     |     |     |     |     |     |     |     |     |     |     |     |     | 41     |
| 12   | D. Richards    | DNS | DNF | DNS | 4   | DNF | DNF | DNF | 4   | 10* | 5   | DNF | DNF |     |     |     |     |     |     | DNF | DNF | 35     |
| 13   | D. Forcadell   | DNF | DNS | DNS |     |     |     |     |     |     |     |     |     |     |     |     | 8   | DNF | 7   | 4   | 4   | 34     |
| 14   | J. Contreras   | WD  | WD  | WD  |     |     |     | DNF | 8   | 9   | 10  | 8   | 8   | 8   | 9   | 10  | 10  | 10  | 10  | 11  | 10  | 26     |
| 15   | I. Richards    |     |     |     |     |     |     |     |     |     |     |     |     |     |     |     | 3   | 8   | DNF |     |     | 19     |
| 16   | J. Hernández   |     |     |     |     |     |     |     |     |     |     |     |     |     |     |     |     |     |     | 2   | 12* | 18     |
| 17   | J. Sandoval    | 6   | 7   | 8   |     |     |     | WD  | WD  | WD  |     |     |     |     |     |     |     |     |     |     |     | 18     |
| 18   | E. Alquicira   | DNS | DNF | DNS | WD  | 9*  | DNS | DNF | DNS | 8   | 9   | 9   | DNS | 11* | DNS | 9   | DNF | WD  | 9   | 10  | 9   | 17     |
| 19   | A. Madrigal    |     |     |     |     |     |     |     |     |     | 8   | 7   | 7   |     |     |     |     |     |     |     |     | 16     |
| 20   | A. Ibarra      |     |     |     | 10  | WD  | WD  |     |     |     |     |     |     |     |     |     |     |     |     |     |     | 1      |
| Pos. | Fahrer         | R1  | R2  | R3  | R1  | R2  | R3  | R1  | R2  | R3  | R1  | R2  | R3  | R1  | R2  | R3  | R1  | R2  | R3  | R1  | R2  | Punkte |
| Pos. | Fahrer         | AH1 | AH1 | AH1 | QU1 | QU1 | QU1 | AH2 | AH2 | AH2 | AH3 | AH3 | AH3 | QU2 | QU2 | QU2 | PUE | PUE | PUE | AH4 | AH4 | Punkte |

| Legende       | Legende                        | Legende                                                              |
| Farbe         | Abkürzung                      | Bedeutung                                                            |
| ------------- | ------------------------------ | -------------------------------------------------------------------- |
| Gold          | –                              | Sieg                                                                 |
| Silber        | –                              | 2. Platz                                                             |
| Bronze        | –                              | 3. Platz                                                             |
| Grün          | –                              | 4. bis 10. Platz                                                     |
| Hellblau      | –                              | 10. Platz aufwärts (punktberechtigt)                                 |
| Blau          | –                              | Klassifiziert außerhalb der Punkteränge                              |
| Dunkelblau    | –                              | Klassifiziert innerhalb der Punkteränge aber keine Punktberechtigung |
| Violett       | DNF                            | Rennen nicht beendet (did not finish)                                |
| Violett       | NC                             | nicht klassifiziert (not classified)                                 |
| Rot           | DNQ                            | nicht qualifiziert (did not qualify)                                 |
| Rot           | DNPQ                           | in Vorqualifikation gescheitert (did not pre-qualify)                |
| Schwarz       | DSQ                            | disqualifiziert (disqualified)                                       |
| Weiß          | DNS                            | nicht am Start (did not start)                                       |
| Weiß          | WD                             | zurückgezogen (withdrawn)                                            |
| ohne          | PO                             | nur am Training teilgenommen (practiced only)                        |
| ohne          | DNP                            | nicht am Training teilgenommen (did not practice)                    |
| ohne          | INJ                            | verletzt oder krank (injured)                                        |
| ohne          | EX                             | ausgeschlossen (excluded)                                            |
| ohne          | DNA                            | nicht erschienen (did not arrive)                                    |
| ohne          | C                              | Rennen abgesagt (cancelled)                                          |
| ohne          | keine Teilnahme                |                                                                      |
| sonstige      | P/fett                         | Pole-Position                                                        |
| sonstige      | SR/kursiv                      | Schnellste Rennrunde                                                 |
| sonstige      | Q                              | Extrapunkte für Pole-Position                                        |
| sonstige      | X                              | Extrapunkte für gewonnene Positionen                                 |
| sonstige      | *                              | nicht im Ziel, aufgrund der zurückgelegten Distanz aber gewertet     |
| sonstige      | ()                             | Streichresultate                                                     |
| unterstrichen | Führender in der Gesamtwertung |                                                                      |